# Fekete, mint Cole (Bűbájos boszorkák)
A Fekete, mint Cole című epizód a Bűbájos boszorkák 74. epizódja. A 4. évad 8. epizódja.

## Cselekménye
Egy Sykes nevű államügyészhelyettes valójában egy Belthazor. Viszont az egyik áldozatának a felesége már másfél éve végezni akar a fekete Belthazorral. De amikor a Belthazor a lányok házába kerül ott van Emma is. Mikor észreveszi a Belthazor és Cole harcában Cole Belthazor arcát akkor rájön, hogy Nem a fekete Belthazor ölte meg a férjét, hanem Cole.

## Szereplők
- Dorian Gregoy - Morris felügyelő
- Michael Bailey Smith - Belthazor
- Aaron Brumfield - Sykes (Államügyészhelyettes)
- Sara Lynn Moneymaker - Marika
- Kaycee Shank - Kari